# ジョルディ・フェルナンデス
ジョルディ・フェルナンデス・ジュジョール  (Jordi Fernández Jujol,  1982年9月27日 - )は、スペイン・カタルーニャ州バルセロナ県バダロナ出身のバスケットボール指導者。現在はNBAのブルックリン・ネッツのヘッドコーチを務めている。

## 来歴
ジョルディ・フェルナンデスはバルセロナ大学などで学んだ後に、選手としては活動せず2006年に渡米し、インパクト・バスケットボール・アカデミーでコーチ業を開始。2009年にクリーブランド・キャバリアーズの選手育成部門担当コーチに就任。2013年に傘下のカントン・チャージのアシスタントコーチに転属され、翌2014年にヘッドコーチに昇格。2014-15 , 2015-16シーズンを、2年連続で31勝19敗の好成績に導いた。
NBAでは2016年7月5日、デンバー・ナゲッツのアシスタントコーチに就任。2022年から２シーズン、サクラメント・キングスのアソシエイトヘッドコーチを務めた後、2024年4月23日（現地22日）、ブルックリン・ネッツのヘッドコーチ（HC）に就任した。

## 代表コーチ歴
2013年に、U-19スペイン代表のアシスタントコーチを務めた。
東京オリンピックではナイジェリア代表でキングスと同じくマイク・ブラウンヘッドコーチの下でアシスタントを務めた。
2023年FIBAバスケットボール・ワールドカップではカナダ代表のヘッドコーチとして、チームを銅メダル獲得に導いている。